# Kościół Matki Bożej Królowej Polski w Radziszewie
Kościół Matki Bożej Królowej Polski w Radziszewie – katolicki kościół parafialny zlokalizowany we wsi Radziszewo w gminie Gryfino, w powiecie gryfińskim (województwo zachodniopomorskie). Należy do dekanatu Szczecin-Słoneczne archidiecezji szczecińsko-kamieńskiej.

## Historia i architektura
Kościół usytuowany jest na niewielkim wzniesieniu, na wschód od głównej drogi przechodzącej przez wieś. Prowadzą do niego jednobiegowe schody. Wybudowany w XIX wieku, jest neogotycką, ceglaną budowlą, sytuowaną na planie prostokąta. Kryty jest dachem dwuspadowym. W cokole zachowały się fragmenty dawnego kamienno-ceglanego muru gotyckiego. Od strony wschodniej zakończony jest półkolistą absydą. Kościół jest częściowo otynkowany. Nad podwójnymi drzwiami wejściowymi znajduje się niewielki drewniany daszek. Do kościoła przylegają dostawione w 1958 roku kruchta i w 1960 roku zakrystia. Obok znajduje się wybudowany w latach 1975–1980 budynek plebanii. Teren kościoła otacza dawny tarasowo ukształtowany cmentarz z podwójnym murem kamiennym.
Wewnątrz kościoła zachowały się XIX-wieczne ławki i empora chórowa. Prezbiterium oddzielone jest od nawy łukiem tęczowym z rzeźbami. W oknach wstawione są witraże projektu Marii Powalisz-Bardońskiej.
Po II wojnie światowej początkowo był nieużytkowany. Jako świątynia katolicka został konsekrowany w 1956 roku. 3 maja 2012 roku do kościoła wprowadzono relikwie św. Jana Pawła II.